# Manduca muscosa
Manduca muscosa is een vlinder uit de familie van de pijlstaarten (Sphingidae). De wetenschappelijke naam van de soort werd in 1903 gepubliceerd door Lionel Walter Rothschild & Heinrich Ernst Karl Jordan.

## Beschrijving

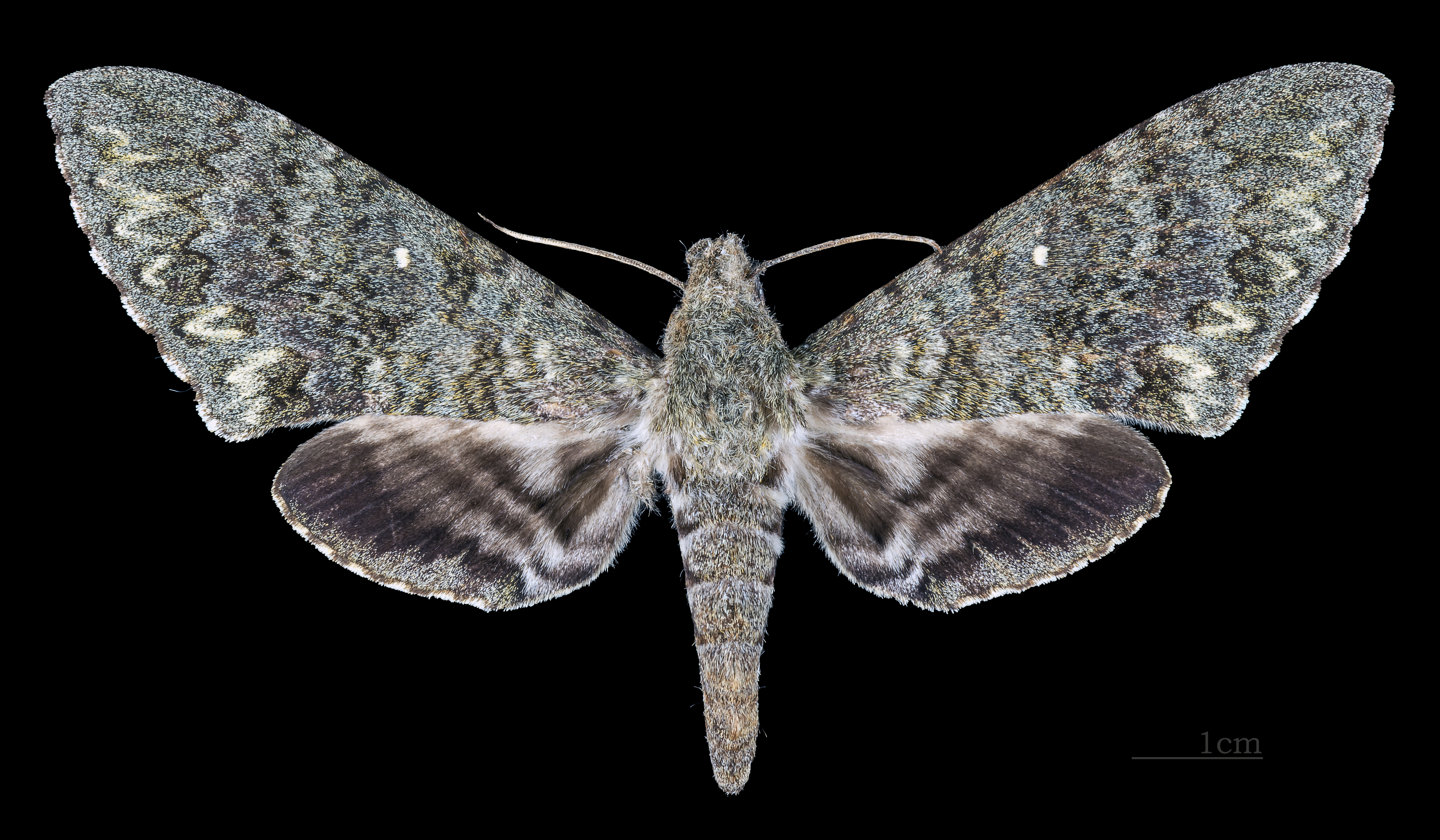
Manduca muscosa  ♀
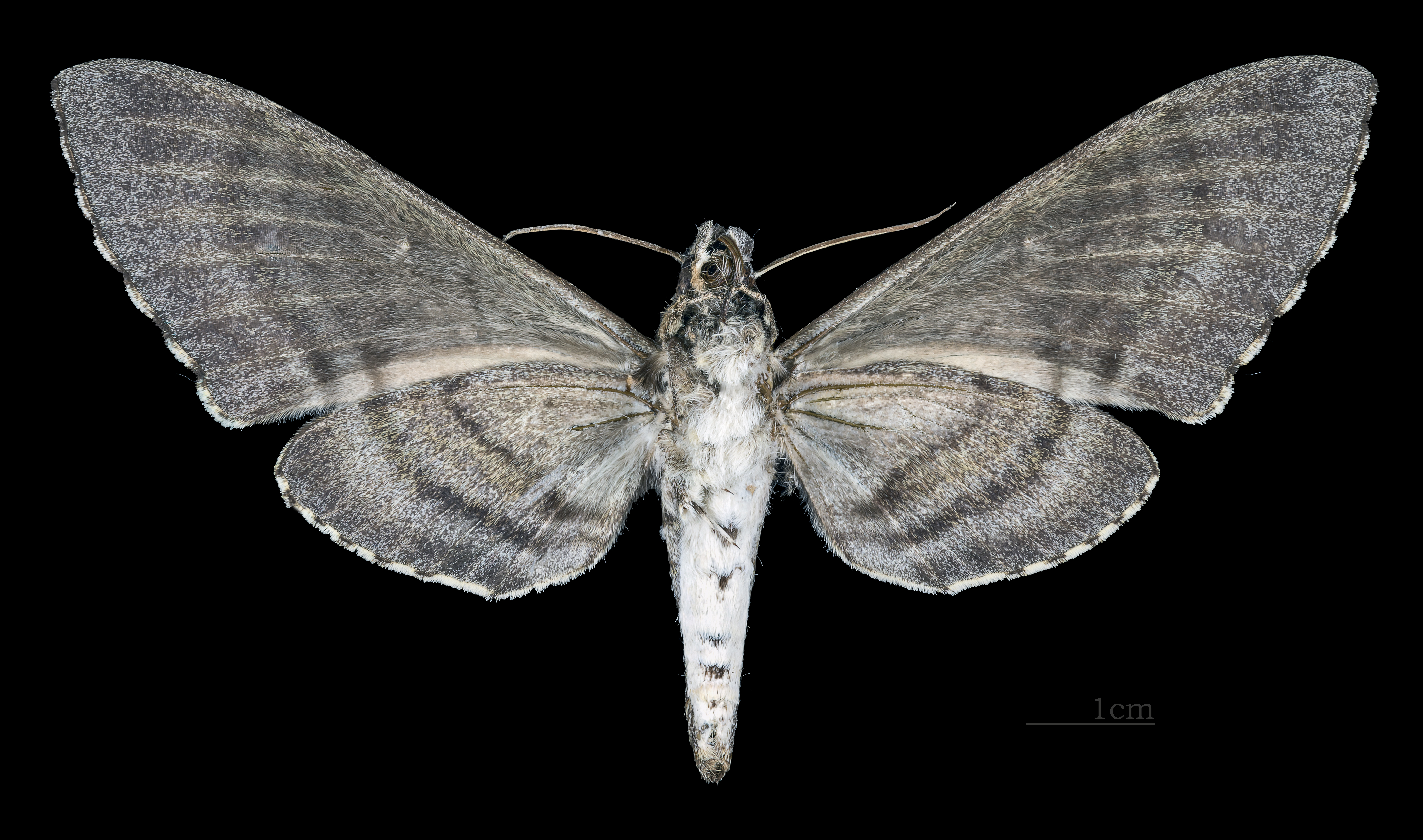
Manduca muscosa ♀ △